# Juan Pablo Uribe
Juan Pablo Uribe Restrepo (Medellín, 14 de agosto de 1965) fue ministro de Salud y Protección Social de Colombia, del 7 de agosto de 2018 al 26 de diciembre de 2019. Es médico cirujano egresado de la Pontificia Universidad Javeriana.

## Biografía
Nació en Medellín el 14 de agosto en 1965. Es hijo del exmagistrado Fernando Uribe Restrepo y bisnieto del expresidente Carlos Eugenio Restrepo. Estudió medicina de la Pontificia Universidad Javeriana.
Cuenta con experiencia dentro del Ministerio de Salud ya que fue el director general de promoción y prevención en 1994. Trabajó como viceministro de esa cartera en el gobierno de Andrés Pastrana. Fue gerente de Salud para la región de Asia del Este y el Pacífico en el Banco Mundial, así como para la región de América Latina. Se desempeñó como jefe de área salud y coordinador técnico de la Fundación Corona.
Es docente en la Facultad de Medicina de la Universidad de los Andes y de la Universidad Santo Tomás. Es miembro de organizaciones como la Junta Nacional de Acreditación en Salud (ICONTEC), el Panel de Expertos del Global Program en Output-Based Aid (GPOBA) del Banco Mundial y del Consejo de la Federación Internacional de Hospitales (IHF), entre otras juntas relacionadas con el sector. Desde 2004 es director general del Hospital Universitario Fundación Santa Fe de Bogotá.(HUFSFB)